# Hermann von Bachem
Hermann von Bachem  (* vor 1279; † 27. Oktober nach 1341 vermutlich in Münstermaifeld) war ein deutscher Kanoniker und Kantor im Kollegiatstift Münstermaifeld von 1279 bis 1316.

## Leben
Hermann von Bachem wurde erstmals im März 1280 urkundlich als Siegler erwähnt, als Wilhelm von Arrars, genannt Blase, und seine Ehefrau Irmintrudis ihre Anteile am Zehnten zu Beulich und Morshausen oder den von Laien besessenen Teil des Zehnten, der der Kirche zu Münstermaifeld zustand, für 26 Mark Pfennige unter Vorbehalt des Wiederkaufs innerhalb von 4 Jahren vom nächsten Feste Marie Geburt veräußerten.
Im Jahre 1297 wurde er mit Namen und Amt in den Stiftsakten erwähnt, 1313, als er in Hauroth belehnt wurde, sowie am 19. Oktober 1316, als er als Hermann von Bachem (Bacheym) Kantor der Kirche zu Münstermaifeld sein Testament verfügte, dass seine Schulden bezahlt werden, besonders aus den Einkünften des Ackerlandes Bechove und er seine silbernen Gefäße nämlich 2 Schalen 1 Becher und 5 Löffel zum Schmuck des Schreins des Heiligen Severus schenkte. Bis dahin sollten sie bei Dekan und Scholaster bleiben. Seinen Hof und Güter im Illericher und Klottener Gericht vermachte er dem Trierer Erzbischof Balduin.
Im Jahre 1331 trug er weiterhin seine Güter und Renten zu Illerich, Masburg und Münstermaifeld dem Trierer Kurfürsten zu Lehen auf. Am 16. Januar 1339 verzichteten Dietrich von Rheinberg und seine Ehefrau Gertrud von Bachem und ihr Bruder Hermann von Bachem zugunsten Erzbischof Balduin von Trier auf ihren Hof zu Illerich sowie ihre Güter zur Rode Masburg und Hönningen. Sein Gut in Pommern an der Mosel übergab er letztlich im Jahr 1341 an den Erzstift Trier.